# Етуаль (Каруж)
«Етуаль» (фр. Étoile Carouge) — швейцарський футбольний клуб з міста Каруж, заснований в 1904 році.

## Історія

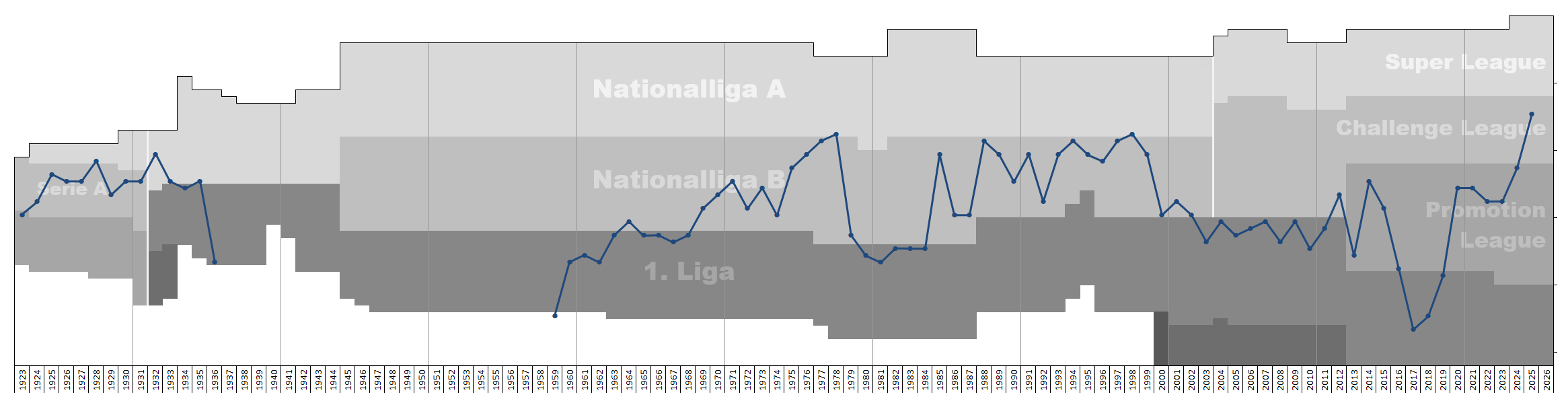
Статистика виступів клубу у чемпіонатах Швейцарії.

Клуб було засновано в 1904 році і спочатку він грав у чемпіонаті кантона Женеви. Найбільш успішним періодом в історії клубу стали 1920-ті і 30-ті роки, коли «Етуаль» 11 сезонів (з 1923 по 1933 рік і в сезоні-1934/35) грав у вищій лізі чемпіонату Швейцарії. Найвищим досягненням стала перемога в турнірі західної групи в сезоні 1927/28, коли команда вийшла у фінальну групи, але програвши обидва матчі посіла останнє, 3-є місце.
Після сезону 1934/35 років команда надовго залишила вищий дивізіон, і лише двічі: у сезонах 1977/78 і 1997/98 років виступала в ньому, обидва рази посідаючи місця у нижній частині турнірної таблиці і вилітаючи назад.